# Bitva u Posady
Bitva u Posady (9. listopadu 1330 – 12. listopadu 1330) bylo střetnutí sil Basaraba I., knížete valašského, a Karla Roberta, uherského krále.

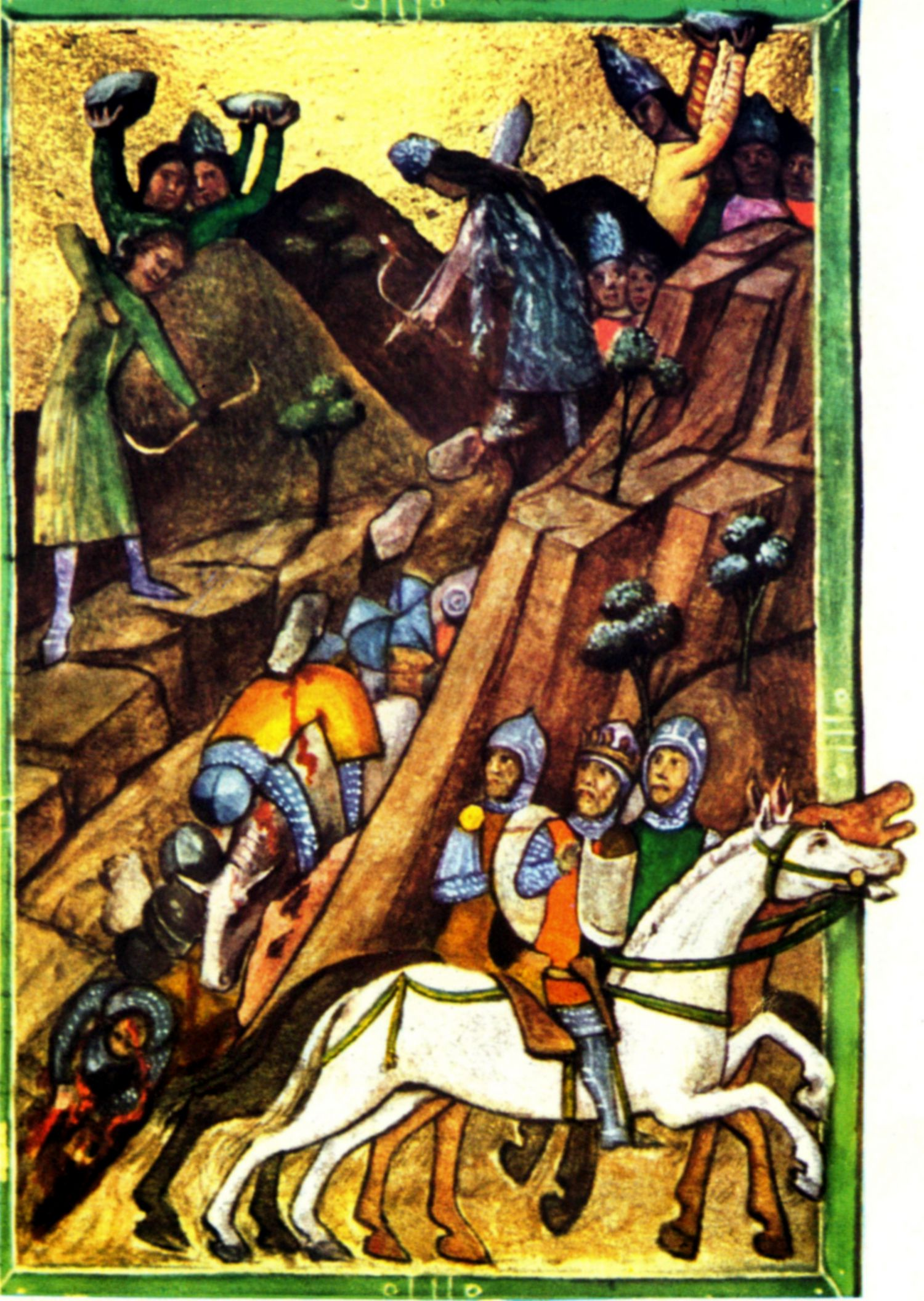
Bitva u Posady, Chronicum Pictum

Malému valašské vojsku, vedenému Besarabem, tvořenému jízdou, pěšími střelci a také místními rolníky, se podařilo zaútočit a porazit třicetitisícovou uherskou armádu v horské oblasti poblíž hranice mezi Olténií a severinským panstvím.
Bitva vyústila v zásadní valašské vítězství a pohromu pro Karla Roberta. Ta se stala bodem obratu v uherských plánech, muselo být zanecháno naději na rozšíření království k Černému moři. Pro Valašsko znamenalo vítězství vzrůst morálky a vědomí nezávislosti a možnost dalšího samostatného vývoje státu.